# Bouleuse
Bouleuse ist eine französische Gemeinde mit 226 Einwohnern (Stand: 1. Januar 2022) im Département Marne in der Region Grand Est (vor 2016 Champagne-Ardenne). Sie gehört zum Arrondissement Reims und zum Kanton Fismes-Montagne de Reims (bis 2015  Ville-en-Tardenois).

## Geographie
Bouleuse liegt etwa 18 Kilometer westsüdwestlich von Reims.
Nachbargemeinden von Bouleuse sind Treslon im Norden und Nordwesten, Germigny im Nordosten, Méry-Prémecy im Osten, Aubilly im Süden und Südosten, Sarcy im Süden sowie Poilly im Westen und Südwesten.
Durch die Gemeinde führt die Autoroute A4.

## Bevölkerungsentwicklung
| Jahr                       | 1962 | 1968 | 1975 | 1982 | 1990 | 1999 | 2006 | 2017 |
| Einwohner                  | 106  | 122  | 109  | 143  | 161  | 165  | 166  | 212  |
| Quellen: Cassini und INSEE |      |      |      |      |      |      |      |      |

## Sehenswürdigkeiten
- Kirche Saint-Clément, nach dem Ersten Weltkrieg wieder aufgebaut